# JPH4
JPH4‏ (Junctophilin 4) هوَ بروتين يُشَفر بواسطة جين JPH4 في الإنسان.